# Culex breviculus
Culex breviculus är en tvåvingeart som beskrevs av Georges Senevet och Emile Abonnenc 1939. Culex breviculus ingår i släktet Culex och familjen stickmyggor. Inga underarter finns listade i Catalogue of Life.